# Єронім Радзейовський
Єронім (Ієронім, Геронім) Радзейовський (Радзєйовський, пол. Radziejowski) гербу Юноша (нар. 1612 — пом. 8 серпня 1667, Адріанополь) — польський державний діяч, дипломат; крайчий королеви (1637–1650), Маршалок Сейму Речі Посполитої (1645), адміністратор (жупник) жупи велицької (1647–1649), великорадця краківсько-сандомирський (1647-1648), підчаший королеви (1649), підканцлер коронний (1650–1652), воєвода інфлянтський (1667); радник шведського короля Карла X Густава.

## Життєпис
Народився Єронім 1612 року, був другим сином на той час каштеляна равського Станіслава Радзейовського і Катажини Собєської, доньки Марека Собєського. Мав старшого брата Миколая Казімєжа (бл. 1610 — бл. 1657), каштеляна ленчицького, та 3 сестер, а також, брата від другого шлюбу батька — Яна Фелікса (пом. 1685), каштеляна велюнського.
1626 року разом із старшим братом Миколаєм Казімєжем здійснили подорож до Падуї та Болоньї. Цього ж року на чолі загону з 100 козаків і 100 піхотинців брав участь у битві під Гневом.

### Політична кар'єра
У жовтні 1632 року, завдяки протекції батька, Єронім Радзейовський став придворним новообраного короля Владислава IV, де швидко здобув значний вплив, отримав староство сохачевське (1634–1637). Користувався також протекцією свого дядька, коронного крайчого Якуба Собєського.
Був послом сеймику сохачевського на сейм екстраординарний 1634 року, послом сеймику ломжинського на сейми екстраординарні 1637 і 1647 років, послом на сейм екстраординарний 1635 року. Також, був послом на сейм коронаційний 1633 року, на сейм 1634 року, на сейм звичайний 1635 року, на сейм надзвичайний 1637 року, на сейми звичайні 1639, 1640, 1641, 1643, 1645, 1646 та 1647 років.
1637 року, завдяки підтримці канцлера Єжи Оссолінського, Єронім Радзейовський отримав посаду крайчого королеви Цецилії Ренати. У грудні цього ж року, після смерті батька, став старостою ломжинським (1637–1652).
1640 року був обраний послом на сейм, незважаючи на скандал щодо звинувачення його у зґвалтуванні доньки шляхтича, вкраденої з одного з варшавських кляшторів. 1642 року отримав староство кам'янське (1642–1652) та маєток Крилів із замком.
1643 року був маршалком сеймику ломжинського, 13 лютого 1645 року на сеймі звичайному у Варшаві його було обрано маршалком Ізби посольської. Від імені короля вів таємні переговори із запорозькими козаками про спільну експедицію проти турків, однак, коли справа розкрилася і шляхта на сеймі 1646 року проголосувала проти експедиції, він приєднався до опозиції. Був послом на сейм 1646 року. Того ж року здобув визнання та вплив при дворі нової королеви Марії Луїзи, виступаючи но тому ж сеймі в обороні її інтересів і зберігши уряд її крайчого.
1647 року отримав від короля уряд адміністратора (жупника) жуп велицьких (1647–1649), а у грудні того ж року став великорадцею краківським (20 грудня 1647 — 20 травня 1648).
Після початку Хмельниччини та смерті короля Владислава, Радзейовський очолив повітові загони ломжинської, візенської та вишогрудської шляхти. Був членом конфедерації генеральної, створеної 31 липня 1648 року. Був визначений комісаром до військової ради. Брав участь у битві під Пилявцями, після якої був одним із звинувачених у втечі польських військ. Потім агітував за обрання Яна Казимира королем польським і його одруження зі вдовою по Владиславу, Людвікою Марією. Був електором Яна Казимира від землі ломжинської, як депутат підписав його pacta conventa. Був послом на сейм коронаційний 1649 року, на сейм 1649/1650 років; тоді ж згадується як підчаший королеви. На останньому сеймі був призначений із посольської ізби комісаром люблінської військової комісії, яка мала дбати про виплату грошей, які заборгували армії. Посол на сейм 1650 року. Того ж року отримав уряд підканцлера коронного, проте виник черговий скандал, оскільки у своїй промові під час вручення печатки маршалок великий коронний Єжи Себастьян Любомирський прямо заявив, що Радзейовський купив цей уряд. На посаді підканцлера намагався продовжувати політику Єжи Оссолінського щодо пошуку порозуміння з козаками. Проте, виступав також за збирання чисельного війська у зв'язку із можливими майбутніми війнами з козаками та турками. Надалі підтримував зв'язки з гетьманом Хмельницьким, приєднався до таємної змови, метою якої було посадження на польський трон Юрія Ракоці. У ці часи отримав староства солецьке (1650–1663) та більське (1652).

### Суперечка з королем
1651 року під час кампанії проти козаків король наказав вилучити кореспонденцію Радзейовського. Серед неї найважливішим був лист до королеви, в якому останній критикував Яна Казимира за те, як він керував експедицією, і припускав, що король мав роман з його дружиною (яка супроводжувала чоловіка під час виправи). У результаті підканцлера виключили зі складу ради. Тоді він почав поширювати чутки про ворожість короля до шляхти. Однак перед битвою під Берестечком відбулося урочисте примирення Радзейовського з королем. 9 липня підканцлер вислав до козаків листа, у якому пропонував їм здатися на милість короля та запевняв у своїй підтримці.
Проте суперечка спалахнула знову після битви, коли у захопленій канцелярії та архіві Хмельницького були виявлені листи Радзейовського, що доводили зраду останнього. Пов'язаний із Радзейовським Марцін Міхал Дембіцький очолив коло генеральне шляхти (таборовий сеймик), звинувативши короля в неефективному командуванні та дозволі на втечу козаків. Сам Радзейовський пропонував розпустити посполите рушення та розпочати переговори з Богданом Хмельницьким. Коли його поради не послухалися, він покинув табір і забрав із собою значну частину шляхти.

### Розлучення та боротьба за маєток

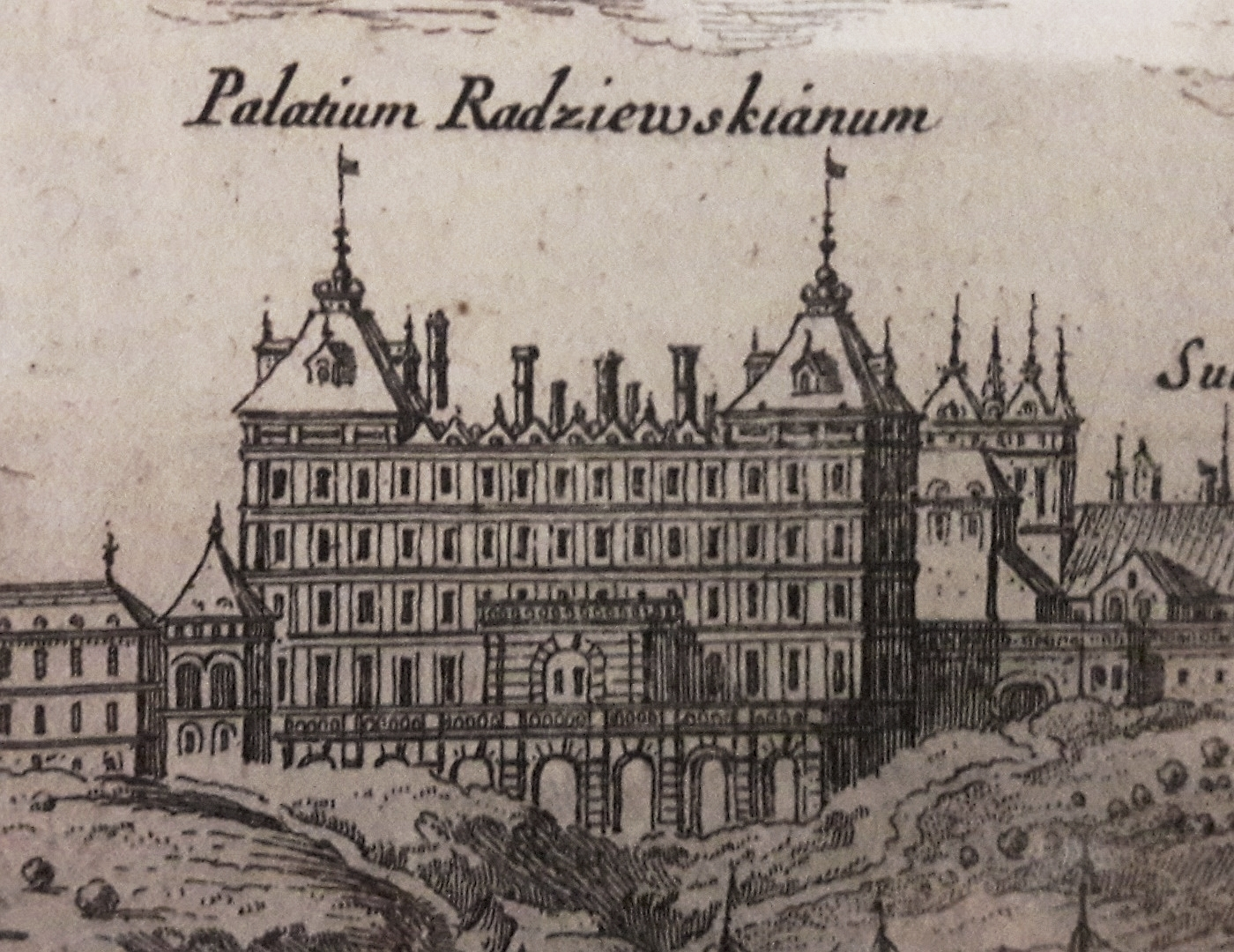
Вигляд палацу Казановського (Радзейовського) у Варшаві, 1696 рік.

Тим часом його дружина, яка покинула табір після розкриття листування, подала на розлучення. Сама вона жила в монастирі (згодом Радзейовський намагався її звідти викрасти, чому завадила королівська гвардія), водночас довірила братові Богуславові Єжи Слушці відсторонення чоловіка від маєтностей. Слушка спершу викликав Радзейовського на поєдинок, а коли той відмовив, 4 січня 1652 року за відсутності господаря збройно заволодів підваршавським палацом Казановських. Радзейовський, повідомлений про напад, зібрав місцеву шляхту і 5 січня в кількагодинному бою спробував відбити палац, проте безуспішно.

### Два процеси
Наступного дня Радзейовський був звинувачений перед судом маршалківським у образі величності і порушення безпеки королівської резиденції. Радзейовський переховувався від королівських посланців, не даючи йому вручити позов, завдяки чому пізніше стверджував, що не знав про суд, водночас він висунув звинувачення проти Слушки за напад перед Коронним трибуналом у Пйотркуві. 22 січня, незважаючи на процесуальні труднощі, його засудили до страти, а через втечу він був засуджений до баніції й інфамії. Суд у цій справі вів маршалок надвірний коронний Лукаш Опалінський.
Після цього вироку Радзейовський почав боятися за своє життя (вирок маршалкового суду означав, що він фактично опинився поза законом). Проте він отримав ґлейт від краківського воєводи Владислава Заславського і висунув подальші звинувачення перед Коронним Трибуналом проти посадових осіб маршалківського суду (за процесуальні недоліки) та адвокатів, які захищали його перед цим судом (за прийняття захисту без згоди обвинуваченого). Трибунал засудив Слушку до баніції та інфамії та скасував усі постанови маршалкового суду з моменту, коли до справи приєдналися непрохані адвокати. Незважаючи на такий вирок, король не збирався поступатися, і в країні з'явилися листи, які піддавали сумніву обґрунтованість ґлейту краківського воєводи. Радзєйовський, отримавши відомості про запланований на нього напад, не дочекавшись дієвої підтримки в Сеймі (на що, ймовірно, сподівався), який саме тривав, 15 лютого втік з Польщі. Він іще сподівався на касацію вироку і розраховував на вплив серед своїх прихильників. Проте перехоплення його листів, адресованих Богданові Хмельницькому й Іванові Виговському, а потім оголошення цих листів на другому сеймі у липні 1652 року, остаточно скомпрометувало його в очах шляхти. Король устами своїх прихильників розкрив зміст листів в останній день засідань, спритно використавши обурення, яке запанувало після червневого розгрому польського війська під Батогом, для остаточного пригноблення магната. Постановою Сейму екс-підканцлера визнали зрадником і ворогом батьківщини (лат. pro perduelio Reipublicae hoste patriae et perpetuo infamii autoritate Conventus Praesentis).

### На шведській службі
Єронім Радзейовський спочатку втік до Відня, де його було визнано політичним авантюристом і було відмовлено у допомозі (баніт вимагав виділення армії найманців, на чолі якої хотів взяти Краків). 1652 року він прибув до Швеції, де знайшов розуміння у Стокгольмі у королеви Христини. Радзейовський розробляє план, що передбачав заміну на польському троні Яна Казимира на Христину. Головну опору його планів мають створювати литовські та польські дисиденти й українські козаки. З метою залучення останніх на свій бік Радзейовський відправляє листа Хмельницькому (який, щоправда, був перехоплений поляками). Він став співавтором союзу між Швецією, Військом Запорозьким і Семигородом. Потім перебував у Гамбурзі, де підтримував кореспонденцію з новим королем Карлом Густавом. Саме в цьому місті почалася співпраця між ними щодо вторгнення до Польщі.
1655 року у складі армії фельдмаршала Арвіда Віттенберга Радзейовський брав участь у вторгненні шведів до Речі Посполитої (Шведський потоп). У липні відіграв роль посередника між шляхтою, яка зібралася під Уйсьцем, і шведським монархом, сприяв переходу частини шляхти на бік шведів. Співпраця з Військом Запорозьким була одним з засадничих елементів агітації польської шляхти і війська на користь протекції Карла X Густава. Його становище попри цього короля ніколи не було сильним. Радзейовський, однак, уміло намагався справити враження на шляхту, його знання польської дійсності було корисним і важливим для Карла Густава, який намагався заспокоїти країну. Проте вже восени, з огляду на нову політичну та військову ситуацію, вплив Радзейовського зменшився, а водночас розбіжності між ним і королем зросли, коли плани зробити цього правителя королем Польщі зірвалися.
Інспірувавши марш українських військ з-під Кам'янця, Радзейовський у листі до Карла X Густава від 1 жовтня 1655 р. розцінив появу Хмельницького під Львовом як значний політичний успіх шведів. Довідавшись про марш, екс-підканцлер щиро вважав сам і обнадіював Карла X Густава в тому, що український гетьман прямує до Кракова, аби задекларувати там свою службу шведському королю. Проте, поява козацько-московських військ на власне коронних землях, у безпосередній близькості до польської столиці, викликали тривогу і замішання як з боку поляків, так і шведів. Уже в перших числах жовтня Радзейовський тричі пише до гетьмана «…затримуючи його і відриваючи від Москви…». Натомість Хмельницький відправив до шведського короля посла Данила Грека з інструкцією, у якій, зокрема, вчувається прагнення гетьмана «вивести» екс-підканцлера на політичний Олімп Речі Посполитої (хоч би в якості віце-короля, що правив би з мандату Карла X Густава), аби за його правління залагодити нарешті проблему українсько-польських стосунків. Проте вже в день приїзду козацького посла до Варшави Радзєйовський відправляє Хмельницькому листа, де сповіщає про те, що Карл Густав уже не потребує козацької допомоги, отож гетьман може вертати війська в Україну. Гетьман «…так сильно розгнівався, що тут же розірвав того листа на дрібні шматочки, приказуючи, що він живе не за наказами і волею Радзейовського…». 30 жовтня 1655 року й сам шведський монарх звернувся до Хмельницького, по суті, з ультимативною вимогою зняти облогу Львова.
1656 року Радзейовський був заарештований шведами у Ельблонзі за звинуваченням у зраді, його ув'язнили у Мальборкському замку. На початку 1657 року його притягнули до суду за зраду інтересів Карла Густава й ув'язнили в замку Еребру у Швеції. 1660 року, після смерті короля Карла Густава та підписання миру зі Швецією, Радзейовського випустили з в'язниці, зокрема, через заступництво короля Яна Казимира.

### Реабілітація
Після «потопу» Радзейовський, за допомогою королеви Марії Луїзи, після офіційного вибачення перед королем зміг повернути 1662 року давні позиції та маєток, став старостою варецьким. Сейм після певних суперечок (брат екс-підканцлера, староста болеславський Ян Фелікс Радзейовський, будучи послом землі сохачевської, вимагаючи його реабілітації, перешкоджав обговоренню) простив йому всі гріхи, відмінивши інфамію. Однак було застереження, що він не повинен «за почесті та диґнітарства змагатися та не бути при нашому [королівському] дворі, хіба тільки його лат. Ultro vocatus [фактично не викликано] від Нас [короля]».
Радзейовський приєднався до профранцузької партії та став слухняним реалізатором політики двору. Від свого імені він вів неоднозначну гру, намагаючись схилити конфедератів із «Священного союзу» для підтримки висунутої двором французької кандидатури на престол. Під час рокошу Любомирського (1665) був вірним прибічником короля. Однак його надія повернути собі посаду підканцлера не виправдалася. Після 1663 року він планував прийняти посвяту священника, що було пов'язано з бажанням повернутися на посаду підканцлера.
1667 року отримав уряд воєводи інфлянтського, відбув у посольство до Османської імперії. Завданням Радзейовського було відвернути можливість нападу Османської імперії на Річ Посполиту, поскаржившись на волоського господаря Раду XII Леона, який розпалює ворожнечу між державами. Незважаючи на зазнані приниження, які були передвісником майбутньої війни, він представляв Річ Посполиту. Під час посольства помер, імовірно, через інфекційне захворювання, 8 серпня 1667 року в Адріанополі.

### Сім'я
Близько 1637 року одружився з Катажиною Менцінською (пом. 1641), донькою Анджея Менцінського з Курозвенок, заможній удові після Пйотра Войни, підстолія литовського і старости волковиського.
Близько червня 1642 року, завдяки сприянню короля, одружився з Євфрозиною Євлалією Тарновською (пом. 1645), удовою по Юрію Вишневецькому. З неї мали трьох дітей:
- Анна — дружина Войцеха Реміґіана Пражмовського[pl], хорунжого надвірного коронного та старости ломжинського.
- Станіслав (1643–1670) — староста кам'янський, солецький і варецький.
- Авґустин Міхал Стефан (1645—1705) — єпископ вармінський (1679–1688), підканцлер коронний (1685–1689), кардинал (з 1686), архієпископ Ґнєзненський і примас Польщі та Литви (1687–1705).

У травні 1650 року одружився з Ельжбетою зі Слушок Казановською, володаркою великої спадщини від нещодавно померлого чоловіка Адама Казановського.

## Єронім Радзейовський у літературі
1652 року віршовано-прозаїчний памфлет стосовно екс-підканцлера «Щось нове» (пол. Coś nowego) написав і видав анонімно його суддя Лукаш Опалінський. Раніше (після битви під Берестечком) по країні «гуляли» анонімні вірші:
Radziejowskim nazwany zostajesz od rady, (Радзейовським названий залишаєшся від ради)
A Twe w ojczyźnie rady są złośliwe zdrady… (А твої у вітчизні ради — злі зради…)
Ej radź co, radź z onej cnoty, a nie z przewrotności, (Давай, розбирайся з цією чеснотою, а не зі збоченістю,)
Któż taki, żeby nie rzekł, że jesteś bezecny (Хто ж таки не казав, що ти мерзенний)
I nie życzył, byś nie był zdrajca długowieczny… (І не бажав, щоб ти був зрадником довговічним…)
Юзеф Ігнацій Крашевський змалював його постать, підступні змови та приватне життя в історичному романі «Божий гнів» (1886), використовуючи для цього важливі сучасні джерела: діаріуш Альбрехта-Станіслава Радзивілла та історію панування Яна Казимира, написану Веспасіяном Коховським.
Радзейовський також є одним із негативних героїв романів Генрика Сенкевича «Вогнем і мечем» і «Потоп» та роману «Стефан Чарнецький» Михайла Чайковського.

## Єронім Радзейовський у кіно
- «Вогнем і мечем» / «Ogniem i mieczem» (1999; Польща), режисер — Єжи Гоффман, в ролі Радзейовського — Єжи Карашкевич.